# Friedersdorf (Spree)
Friedersdorf (Spree) este o comună din landul Saxonia, Germania.